# Part of Me
"Part of Me"는 미국의 가수 케이티 페리의 노래로, 페리의 두 번째 정규 앨범 Teenage Dream의 리패지키 앨범 Teenage Dream: The Complete Confection의 리드 싱글로 발매되었다. 노래는 페리와 보니 맥키가 작곡했고, 닥터 루크, 맥스 마틴, 써큐트가 프로듀서와 추가 작곡을 맡았다. 페리는 이 노래가 Teenage Dream의 앨범 구성과 어울리지 않다고 생각해 오리지널 에디션에 포함되지 않고 리패키지 앨범에 수록되었다. 노래의 데모버전은 2010년 말 온라인을 통해 유출되었고, 가수이자 페리의 전 남자친구 트래비 맥코이에 대한 가사라고 추측되고있다. "Part of Me"는 2012년 2월 13일 캐피톨 레코드를 통해 공식적으로 발매되었다.
노래는 하우스, 댄스 팝, 팝 록을 포함한 몇몇 장르에서 영감을 얻어 만들었고, 평론가들은 제시제이의 2011년 노래 "Domino"와 페리의 2010년 노래 "Firework", "California Gurls"와 비슷하다고 말했다. "Part of Me"는 페리의 일곱 번째 빌보드 핫 100 1위 싱글이 되었고, 빌보드 핫 댄스 클럽 차트의 아홉 번째 1위 싱글이 되었다. 이 외에 영국, 캐나다에서 1위로 데뷔했고, 미국, 오스트레일리아, 뉴질랜드에서 플래티넘 인증을 받았다.

## 트랙 리스트
| - 미국 디지털 다운로드 1. "Part of Me" – 3:35 - 미국 디지털 리믹스 다운로드 1. "Part of Me" (Jacques Lu Cont's Thin White Duke Mix) – 6:02 - 영국 리믹스 EP 1. "Part of Me" – 3:35 2. "Part of Me" (Jacques Cont's Thin White Duke Mix) – 6:02 3. "Part of Me" (Jacques Cont's Thin White Duke Radio Edit) – 3:47 4. "Part of Me" (Instrumental) – 3:35 | - Part of Me – 더 리믹스 1. Part of Me (Freemasons Radio Edit) – 3:57 2. Part of Me (Freemasons Mixshow Edit) – 5:48 3. Part of Me (Freemasons Dub) – 7:58 4. Part of Me (Freemasons Club Mix) – 8:18 |

## 차트 및 인증
| 차트 (2012)                         | 최고 순위 |
| ----------------------------------- | --------- |
| 오스트레일리아                      | 5         |
| 브라질 (빌보드 브라질 핫 100)       | 1         |
| 캐나디안 핫 100                     | 1         |
| 크로아티아 (에어플레이 라디오 차트) | 2         |
| 체코                                | 17        |
| 프랑스 싱글 차트                    | 13        |
| 독일 싱글 차트                      | 20        |
| 헝가리                              | 6         |
| 아일랜드 싱글 차트                  | 5         |
| 이탈리아 (FIMI)                     | 14        |
| 일본 (재팬 핫 100)                  | 22        |
| 멕시코 탑 싱글 (Monitor Latino)     | 6         |
| 멕시코 (빌보드 멕시코)              | 8         |
| 뉴질랜드 싱글 차트                  | 1         |
| 스코틀랜드 싱글 차트                | 1         |
| 슬로바키아 싱글 차트                | 11        |
| 남아프리카 (Mediaguide)             | 2         |
| 스페인 싱글 차트                    | 48        |
| 스위스 싱글 차트                    | 33        |
| 영국 싱글 차트                      | 1         |
| 미국 (빌보드 핫 100                 | 1         |
| 미국 팝 송 (빌보드)                 | 3         |
| 미국 어덜트 팝 송 (빌보드)          | 4         |
| 미국 어덜트 컨템포러리 (빌보드)     | 18        |
| 미국 핫 댄스 클럽 송 (빌보드)       | 1         |
| 베네수엘라 팝 록 저널               | 1         |

| 국가           | 인증        |
| -------------- | ----------- |
| 오스트레일리아 | 2× 플래티넘 |
| 이탈리아       | 골드        |
| 뉴질랜드       | 플래티넘    |
| 영국           | 실버        |
| 미국           | 2× 플래티넘 |